# Brahmo Samaj
Der Brahmo Samaj (sanskr.: Brahma-Vereinigung) ist eine hinduistische Reformorganisation, die 1828 von Ram Mohan Roy in Kalkutta gegründet wurde. Der Brahmo Samaj selbst ist der Meinung, dass er weder hinduistisch, noch islamisch, noch christlich  ist. Der Brahmo Samaj stellt eine Synthese zwischen vedischer Religion und „christlichem Humanismus“ dar. Es lassen sich im Brahmo Samaj christliche, hinduistische, muslimische und deistische Einflüsse finden.
Obwohl der Brahmo Samaj niemals viele Mitglieder hatte, war sein Einfluss auf das geistige Leben Bengalens beträchtlich. Eines seiner Anliegen, das Verbot der Witwenverbrennung, wurde 1829 vom damaligen Generalgouverneur Bentinck als Gesetz erlassen.
Schon Ram Mohan Roy musste sich gegen seine Gegner wehren, die ihm vorwarfen, er missverstehe die vedische Tradition. Erst als Debendranath Tagore (1817–1905), ein sehr angesehener Brahmane und Denker (der Vater Rabindranath Tagores), die Leitung übernahm, gelangte die Gemeinde zu größerer Blüte und gewann viele Mitglieder unter der gebildeten bengalischen Oberschicht. Obwohl Tagore der Ansicht war, das Christentum könne Indien nichts bieten, spielte die Auseinandersetzung mit dem Christentum, speziell mit dem Unitarismus, in dessen Nähe sich Ram Mohan Roy bewegt hatte, für den Brahmo Samaj eine große Rolle. Tagores Überzeugung entwickelte sich in eine deistische Richtung. Daher verwarf er alle Lehren des Veda, die nicht mit dem reinen Deismus vereinbar waren.
Tagore gab der Gemeinde eine Organisation und ein Glaubensbekenntnis (1843). Dieses besagte, dass Gott sich nicht inkarniere; er höre und erhöre die menschlichen Gebete und dürfe nur im Geist verehrt werden. Der Brahmo Samaj richtete sich besonders gegen die Bilderverehrung, Askese und den Polytheismus, die vermehrt in den niederen Kasten vertreten waren. Nach der Auffassung der Gemeinde können alle Kasten Gott durch Verehrung erreichen. Gott offenbart sich im Verständnis des Brahmo Samaj unmittelbar in der Natur, weshalb keine Heilige Schrift bindend sei. Dieses Glaubensbekenntnis wurde zusammen mit Auszügen aus den Upanishaden und anderen hinduistischen Schriften in ein Handbuch (Brahmo Dharma) aufgenommen.
Die Prinzipien des Brahmo Samaj sind:
- Es gibt nur einen Gott, der der Schöpfer und Erlöser der Welt ist. Er ist Geist, unendlich in Macht, Weisheit, Liebe, Gerechtigkeit und Heiligkeit, sowie allgegenwärtig, ewig und glückselig.
- Die menschliche Seele ist unsterblich und fähig zu unbegrenztem Fortschritt. Sie ist vor Gott verantwortlich für ihr Handeln.
- Das Glück des Menschen in dieser und der nächsten Welt besteht darin, Gott im Geiste und in Wahrheit anzubeten.
- Gott zu lieben, Kommunion mit ihm zu halten, und seinen Willen in allen Belangen des Lebens auszuführen, macht wahre Verehrung aus.
- Kein geschaffenes Objekt soll als Gott angebetet werden, und Gott allein soll als unfehlbar betrachtet werden.

Keshab Chandra Sen (1838–1884), der sich vom rationalistischen Theisten zum bhaktigläubigen Mystiker entwickelte, strebte nicht nur nach einer hinduistischen Reform, sondern nach einer ganz Indien umfassenden Universalreligion. 1865 kam es zum Bruch mit den konservativeren Mitgliedern der Gemeinde, die stärker religionsphilosophisch orientiert waren. Diese bildeten fortan den Adi-Brahmo-Samaj, während die Gruppe um Sen sich unter dem Namen Brahmo Samaj of India zusammenschloss.
Als Sen 1878 seine minderjährige Tochter entgegen den eigenen Statuten verheiratete, kam es zu einem neuen Schisma in den Sadharan Brahmo Samaj und den Naba-Bidhan Brahmo Samaj. Nach seinem Tode 1884 verlor letzterer Zweig, der geneigt war, durch enthusiastische Devotion und religiöse Festlichkeiten den Bedürfnissen weiterer Kreise entgegenzukommen, sehr an Bedeutung.
Der Brahmo Samaj spielte aufgrund der gesellschaftlichen Stellung seiner Mitglieder eine beträchtliche Rolle in der gesellschaftlichen Diskussion in Indien, besonders vor dem Hintergrund der immer geringen Zahl an tatsächlichen Mitgliedern. Auch Vivekananda hatte zeitweise dem Sadharan Brahmo Samaj angehört, bevor er sich auf das Aufgreifen hinduistischer Traditionen besann und 1897 die Ramakrishna-Mission gründete.
Sivnath Shastri weist in seinem Buch über die Geschichte des Brahmo Samaj darauf hin, dass es innerhalb dieser Vereinigung eine größere Wertschätzung westlicher Ideen als hinduistischer Ideen gegeben habe. Daraus habe die allgemeine Einstellung der Hindu-Öffentlichkeit resultiert, beim Brahmo Samaj handele es sich eigentlich um Christentum, jedoch in einem anderen Gewand. Ihren Höhepunkt erreichte die Bewegung 1912, als 232 Gemeinden in ganz Indien aktiv waren. Der Tod von Rabindranath Tagore, der den Adi Brahmo Samaj aus Pietät gegenüber seinem Vater Debendranath unterstützt hatte, war auch gleichzeitig das Ende der Ära des Brahmo Samaj, insbesondere des Adi Brahmo Samaj. Der Sadharan Brahmo Samaj hingegen ist auch heute noch aktiv und wirbt durch Gottesdienste und sozialmissionarische Tätigkeit (Waisenhäuser, Witwenasyle etc.) für seine Ideen.